# 欧蒂兹河畔库隆日
欧蒂兹河畔库隆日（法語：Coulonges-sur-l'Autize，法語發音：[kulɔ̃ʒ syʁ lotiz]）是法国德塞夫勒省的一个市镇，属于帕尔特奈区。

## 地理
欧蒂兹河畔库隆日（46°29'0"N, 0°35'57"W）面积18.87 平方千米，位于法国新阿基坦大区德塞夫勒省，该省份为法国西部内陆省份，北起曼恩-卢瓦尔省，西接旺代省，南至夏朗德省和滨海夏朗德省，东临维埃纳省。
与欧蒂兹河畔库隆日接壤的市镇（或旧市镇、城区）包括：阿尔丹、圣迈克桑德伯涅、圣蓬潘、圣伊莱尔德洛日。

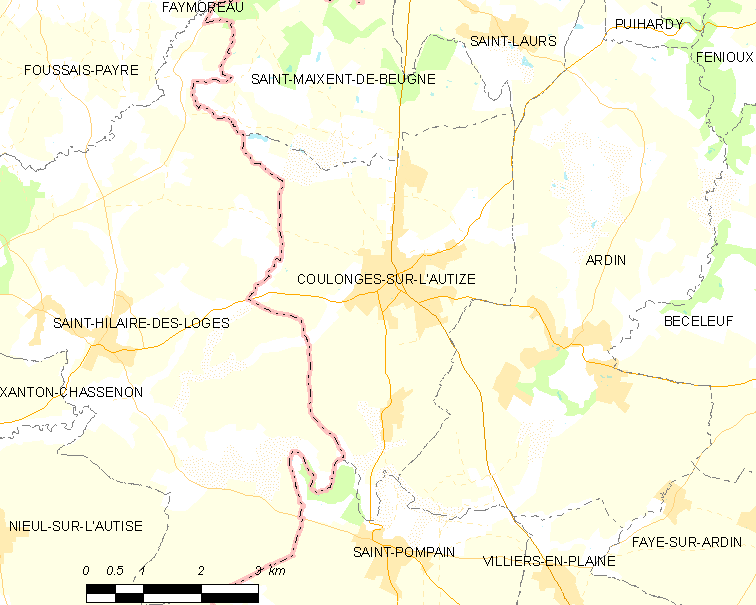
欧蒂兹河畔库隆日的OSM定位图

欧蒂兹河畔库隆日的时区为UTC+01:00、UTC+02:00（夏令时）。

## 行政
欧蒂兹河畔库隆日的邮政编码为79160，INSEE市镇编码为79101。

## 政治
欧蒂兹河畔库隆日所属的省级选区为欧蒂兹-埃格赖县。

## 人口

1962-2008年间欧蒂兹河畔库隆日人口变化图示

欧蒂兹河畔库隆日于2022年1月1日时的人口数量为2341人。